# Jiayi, Xinjiang
Jiayi (kinesiska: 加依乡, 加依) är en socken i Kina. Den ligger i den autonoma regionen Xinjiang, i den nordvästra delen av landet, omkring 920 kilometer sydväst om regionhuvudstaden Ürümqi. Antalet invånare är 17 612. Befolkningen består av 8 744 kvinnor och 8 868 män. Barn under 15 år utgör 24,0 %, vuxna 15-64 år 71 %, och äldre över 65 år 3,0 %.
Genomsnittlig årsnederbörd är 65 millimeter. Den regnigaste månaden är juni, med i genomsnitt 14 mm nederbörd, och den torraste är januari, med 1 mm nederbörd.